# José Manuel Rodríguez Delgado
José Manuel Rodríguez Delgado (Ronda, 8 agosto 1915 – San Diego, 15 settembre 2011) è stato un docente e neurofisiologo spagnolo alla Yale University, famoso per le sue ricerche sul controllo mentale attraverso la stimolazione elettrica del cervello.

## Biografia
Rodríguez Delgado nacque a Ronda, nella provincia di Malaga, in Spagna, nel 1915. Ottenne la laurea in medicina all'Università di Madrid poco prima dello scoppio della guerra civile spagnola. Durante la guerra si unì alla parte repubblicana e prestò servizio come infermiere e medico. Dopo la fine della guerra Rodríguez Delgado fu tenuto in un campo di concentramento per cinque mesi.  Dovette quindi ripetere l'esame per la laurea in medicina e poi ottenne un dottorato di ricerca presso l'Istituto Ramón y Cajal di Madrid.
Il padre di Rodríguez Delgado era un oculista e lui aveva progettato di seguire le sue orme. Tuttavia, una volta scoperti gli scritti di Santiago Ramón y Cajal, premio Nobel nel 1906, e dopo aver trascorso un po' di tempo in un laboratorio di fisiologia, Delgado non volle più fare l'oculista. Rimase affascinato, ammise, dai "molti misteri del cervello. Quanto poco si sapeva allora. Quanto poco si sa ora!".
Dopo aver studiato medicina a Madrid, si recò a Yale dove si specializzò in neurologia e divenne poi docente. Nel 1952 fu coautore del suo primo articolo sull'impianto di elettrodi negli esseri umani. La sua fama la si deve alle sue ricerche sulla stimolazione elettrica del cervello: inventò lo stimoceiver, un apparecchio che, se impiantato nel cervello, registrava l'attività elettrica e poteva fornire elettricità con impulsi radiocomandati a distanza, in pratica il primo chip impiantabile. Lo usò in suo esperimento, in cui rabbonì un toro mentre caricava il torero nell'arena di Cordova nel 1963, e divenne talmente famoso che il New York Times lo definì come un grande spettacolo.
Nel 1972, con un altro esperimento, dimostrò che in diversi animali stimolati artificialmente per reagire aggressivamente, l'animale metterà in atto l'aggressività solo nei confronti di soggetti con posizione identica o inferiore alla sua e non di fronte a membri gerarchicamente superiori. Quando Delgado azionò il chip/siero impiantato nel toro, l'animale non si calmò, cadde a terra privo di sensi.

## La ricerca
Gli interessi di ricerca di Rodríguez Delgado si sono concentrati sull'uso di segnali elettrici per evocare risposte nel cervello. Il suo primo lavoro è stato con i gatti, ma in seguito ha fatto esperimenti con scimmie e esseri umani, compresi i pazienti psichiatrici.
Gran parte del lavoro di Rodríguez Delgado fu con un'invenzione che chiamò stimoceiver, una radio che univa uno stimolatore di onde cerebrali con un ricevitore che monitorava le onde EEG e le rimandava su canali radio separati. Alcuni di questi stimoceivers erano piccoli come mezzo dollaro. Ciò ha permesso al soggetto dell'esperimento piena libertà di movimento, consentendo allo sperimentatore di controllare l'esperimento. Questo fu un grande miglioramento rispetto alle sue prime apparecchiature, che includevano disturbi visivi in coloro i cui fili andavano dal cervello ad apparecchiature ingombranti che registravano dati e fornivano le cariche elettriche desiderate al cervello. Questa prima attrezzatura, pur non consentendo una libertà di movimento, era anche causa di infezione in molti soggetti.
Lo stimoceiver potrebbe essere utilizzato per stimolare le emozioni e controllare il comportamento. Secondo Rodríguez Delgado, "La stimolazione di diversi punti dell'amigdala e dell'ippocampo nei quattro pazienti ha prodotto una varietà di effetti, tra cui sensazioni piacevoli, euforia, concentrazione profonda e riflessiva, strane sensazioni, super rilassamento, visioni colorate e altre risposte". Rodríguez Delgado ha affermato che "i trasmettitori cerebrali possono rimanere nella testa di una persona per tutta la vita. L'energia per attivare il trasmettitore cerebrale viene trasmessa attraverso le frequenze radio".
Usando lo stimoceiver, Rodríguez Delgado scoprì che non solo poteva suscitare emozioni, ma poteva anche suscitare specifiche reazioni fisiche. Queste reazioni fisiche specifiche, come il movimento di un arto o la chiusura di un pugno, si sono ottenute quando Rodríguez Delgado ha stimolato la corteccia motoria. Gli esseri umani i cui impianti sono stati stimolati a produrre una reazione non sono stati in grado di resistere alla reazione e così un paziente ha detto: "Immagino, dottore, che la sua elettricità sia più forte della mia volontà". Una delle scoperte più promettenti di Rodríguez Delgado è legata a un'area chiamata setto verde, una struttura all'interno del sistema limbico del cervello. Questa zona, quando stimolata da Rodríguez Delgado, produceva sensazioni di forte euforia. Questi sentimenti euforici erano a volte abbastanza forti da superare il dolore fisico e la depressione.
Rodríguez Delgado ha creato molte invenzioni ed è stato definito un "mago della tecnologia" da uno dei suoi colleghi di Yale. Oltre allo stimoceiver, Rodríguez Delgado creò anche un "chemitrodo" che era un dispositivo impiantabile che rilasciava quantità controllate di un farmaco in specifiche aree del cervello. Rodríguez Delgado ha anche inventato una prima versione di quello che oggi è un pacemaker cardiaco.
Nel Rhode Island, Rodríguez Delgado ha lavorato in quello che ora è un ospedale psichiatrico chiuso. Scelse pazienti che erano "pazienti disperatamente malati i cui disturbi avevano resistito a tutti i trattamenti precedenti" e impiantò elettrodi in circa 25 di loro. La maggior parte di questi pazienti erano schizofrenici o epilettici.  Per determinare il miglior posizionamento degli elettrodi all'interno dei pazienti umani, Delgado inizialmente guardò al lavoro di Wilder Penfield, che studiò il cervello degli epilettici negli anni '30, così come ai precedenti esperimenti sugli animali e agli studi su persone con danni cerebrali.
L'esempio più famoso di stimoceiver in azione si è verificato in un allevamento di tori di Córdoba. Rodríguez Delgado entrò nell'arena con un toro a cui era stato impiantato uno stimoceiver nel cervello. Il toro caricò Delgado, che premette un pulsante del telecomando che fece sì che il toro fermasse la sua carica. Sempre uno per la teatralità, ha registrato questa acrobazia e può essere vista oggi. La regione del cervello che Rodríguez Delgado stimolava quando premeva il trasmettitore portatile era il nucleo caudato. Questa regione è stata scelta per essere stimolata perché il nucleo caudato è coinvolto nel controllo dei movimenti volontari. Rodríguez Delgado ha affermato che lo stimolo ha fatto perdere al toro il suo istinto aggressivo. È stato sostenuto che era più facile bloccare il controllo motorio rispetto alla motivazione o ai sentimenti. Tuttavia, il pubblico capì che il controllo mentale era vicino.
Sebbene l'incidente del toro sia stato ampiamente menzionato dai media popolari, Rodríguez Delgado credeva che il suo esperimento con una femmina di scimpanzé di nome Paddy fosse più significativo. Paddy è stata dotata di uno stimoceiver collegato a un computer che ha rilevato il segnale cerebrale chiamato fuso che è stato emesso dalla sua parte del cervello chiamata amigdala. Quando il fuso è stato riconosciuto, lo stimoceiver ha inviato un segnale all'area grigia centrale del cervello di Paddy, producendo una "reazione avversiva". In questo caso, la reazione avversa è stata una sensazione spiacevole o dolorosa. Il risultato della reazione avversiva allo stimolo è stato un feedback negativo al cervello.  Nel giro di poche ore il suo cervello produceva meno fusi a causa del feedback negativo. Di conseguenza, Paddy è diventato "più silenzioso, meno attento e meno motivato durante i test comportamentali". Sebbene la reazione di Paddy non fosse esattamente ideale, Rodríguez Delgado ipotizzò che il metodo usato su Paddy potesse essere usato su altri per fermare attacchi di panico, convulsioni e altri disturbi controllati da determinati segnali all'interno del cervello.

## Pubblicazioni
José Rodríguez Delgado fu autore di 134 pubblicazioni scientifiche nell'arco di due decenni (1950-1970) sulla stimolazione elettrica su gatti, scimmie e pazienti, psicotici e non psicotici. Nel 1963, il New York Times pubblicò i suoi esperimenti in prima pagina. Rodríguez Delgado aveva impiantato uno stimoceiver nel nucleo caudato di un toro da combattimento. Poteva fermare l'animale a metà strada che sarebbe venuto correndo verso una bandiera sventolante.
È stato invitato a scrivere il suo libro Physical Control of the Mind: Towards a Psychocivilised Society come quarantunesimo volume di una serie intitolata World Perspectives a cura di Ruth Nanda Anshen. In esso Rodríguez Delgado discusse di come siamo riusciti a domare e civilizzare la natura che ci circonda, sostenendo che ora era il momento di civilizzare il nostro essere interiore. Il libro fu al centro di polemiche: il tono era provocatorio e le speculazioni filosofiche andavano oltre i dati. Il suo intento era quello di incoraggiare meno crudeltà e un uomo più benevolo, più felice, migliore, tuttavia si scontrava con i sentimenti religiosi.
José Rodríguez Delgado continuò a pubblicare le sue ricerche e le sue idee filosofiche attraverso articoli e libri per il successivo quarto di secolo. In tutto scrisse oltre 500 articoli e sei libri. Il suo ultimo libro, nel 1989, si intitolava Happiness ed ebbe 14 edizioni.
Il ministro dell'Istruzione spagnolo, Villar Palasí, chiese a Rodríguez Delgado di aiutare a organizzare una nuova scuola di medicina presso l'Università Autonoma di Madrid. Rodríguez Delgado accettò la proposta di Palasí e si trasferì in Spagna con la moglie e i due figli nel 1974